# Szlavónia
Szlavónia földrajzi régió a mai Horvátország területén, a Dráva és a Száva közötti terület keleti részén. Nagyjából megegyezik a Kelet-Horvátország nevű régióval.

## Történelem

### Területe a középkorban
A középkorban ez a terület a Magyar Királyság, a magyar vármegyerendszer szerves részét alkotta. Területén Pozsega, Baranya és Valkó vármegyék osztoztak.

### Az újkori Szlavónia
Az újkorban a magyar vármegyék fokozatosan kerültek Horvát–Szlavónországhoz, ekkor már mint Pozsega, Verőce és Szerém vármegye.
A 15. század végétől a növekvő török veszély, majd a folyamatos török előrenyomulás miatt egyre több horvát húzódott a Horvát bánság területéről Szlavóniába. Ugyanakkor a magyar királyi hatalom egyre gyengült, és a horvátok amúgy is más viszonyban voltak a magyar koronával, mint a szlavóniaiak. Mindez fokozatosan megváltoztatta a szlavóniai nemesség identitástudatát. Magyarország helyett egyre inkább Horvátországhoz kötődtek, ugyanakkor ez egy lassú folyamat volt, még hosszú ideig megmaradt a sajátos szlavón identitás az újkorban is.
Mindezek következtében a 16. században először a Szávától délre eső területeket, majd a század végétől egész Szlavóniát kezdték Horvátországnak hívni. 1558-ban egyesült a szlavón és a horvát tartományi gyűlés.
Az 1540-es évektől a magyar királyok a „Szlavónia királya” címet is egyre gyakrabban használták, és a címerét felvették a többi hűbéres tartomány címerei közé. Eközben Szlavóniának kezdték nevezni a Dráva–Száva közének keleti részét, a Szerémséget is beleértve.

### Szlavónia napjainkban
Szlavónia népessége a délszláv háború óta csökken, részben az elvándorlás, részben a (fiatalok távozása miatt ettől nem független) kedvezőtlen demográfiai folyamatok következtében. 2016-ban 998 kelet-horvátországi település közül 365-ben egyetlenegy gyermek sem született, 130 faluban egy gyermek, 120-ban pedig két gyermek született. A folyamat az európai uniós csatlakozás révén szabadabbá vált munkaerő-áramlás nyomán az utóbbi években felgyorsult.

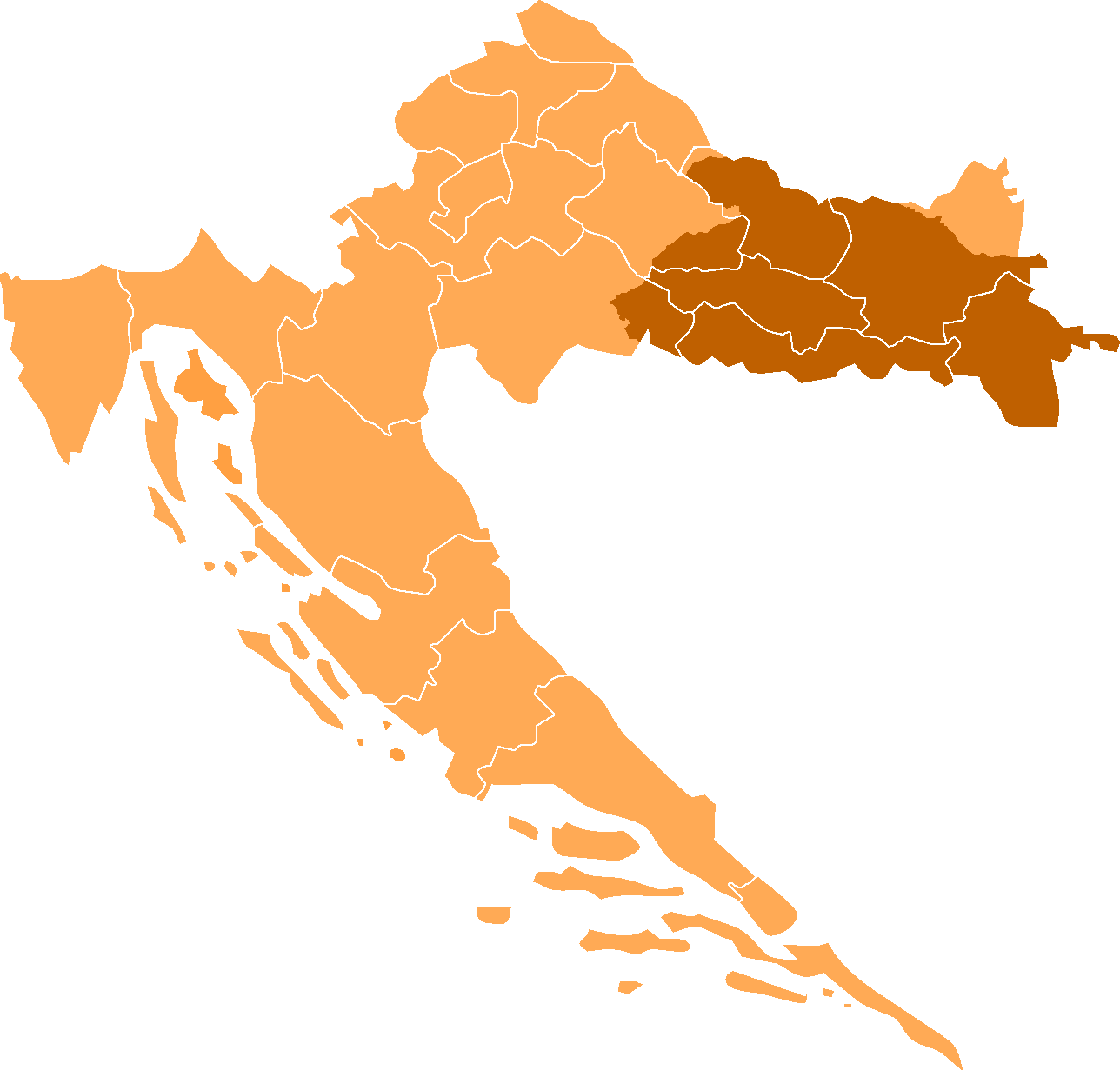
Szlavónia a mai Horvátországban

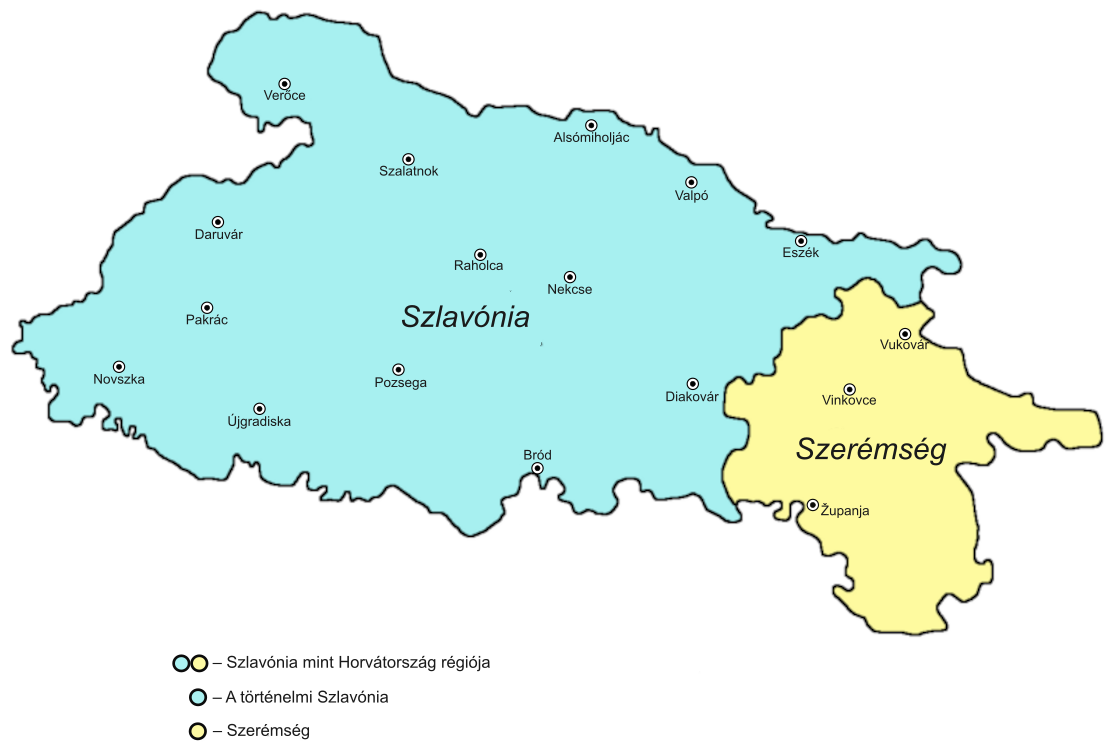
Szlavónia

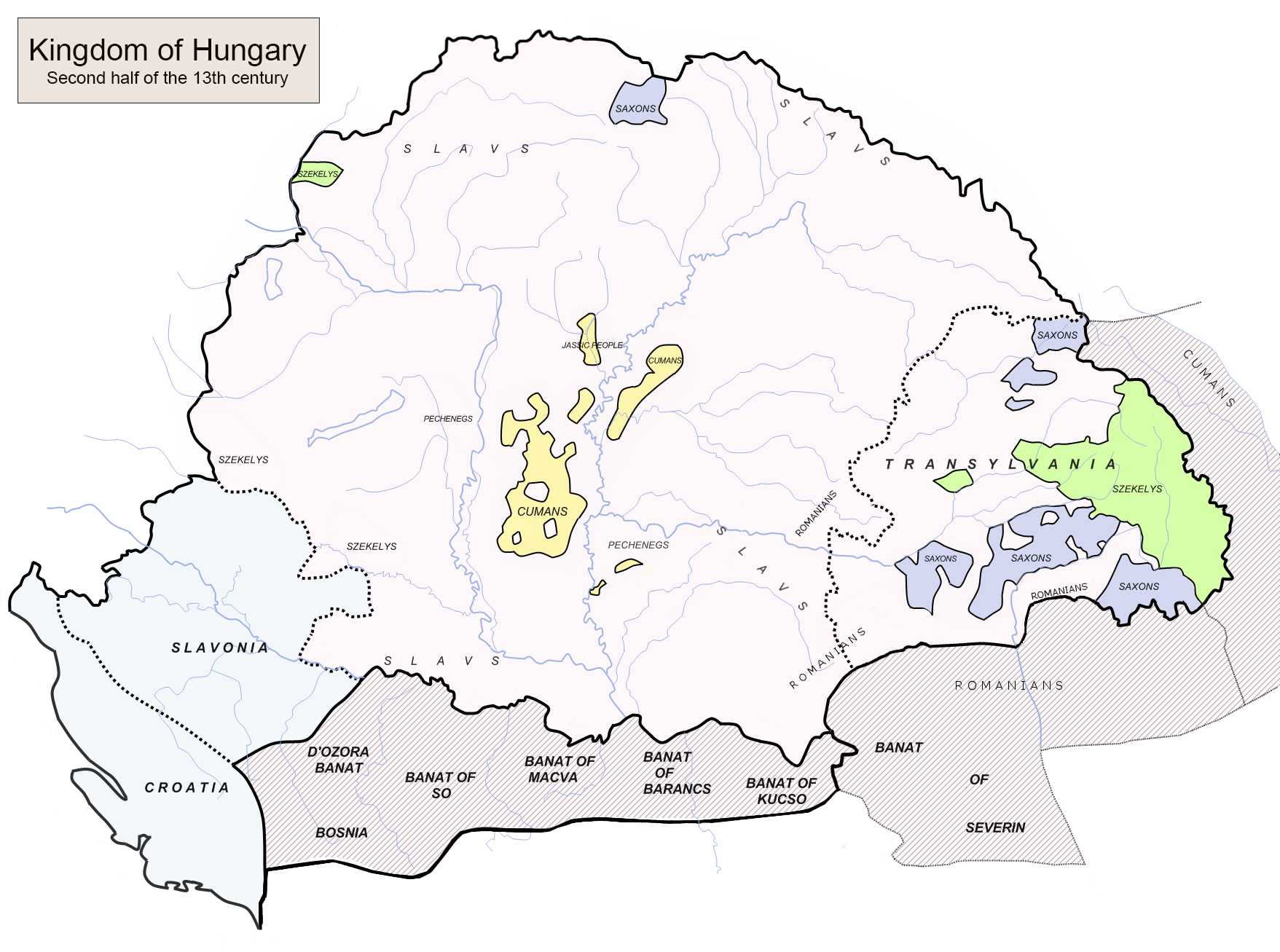
A mai Szlavónia a Magyar Királyság szerves részeként a történelmi Szlavóniától keletre látható a Dráva és a Száva között